# Georg Martin
Georg Karl Ludwig Martin (* 26. Januar 1816 in Roßdorf; † 10. Juli 1881 in Darmstadt) war ein Geometer und Reichstagsabgeordneter.
Martin besuchte zwei Jahre lang das Lehrerseminar in Friedberg und war von 1834 bis 1839 als Lehrer tätig. 1839 wurde er als Geometer geprüft und war mit der Vermessung des Großherzogtums Hessen beschäftigt. 1858 bis 1865 war er Teilhaber einer Steingutfabrik.
Von 1862 bis 1866 war er Mitglied der II. Hessischen Kammer in Darmstadt für die Deutsche Fortschrittspartei und Mitglied des Deutschen Nationalvereins. Von 1871 bis 1881 war er Mitglied des Deutschen Reichstags für Nationalliberale Partei und für den Wahlkreis Großherzogtum Hessen (Bensheim – Erbach).